# Carlos de Paula Couto
Carlos de Paula Couto (Porto Alegre, 30 de agosto de 1910 – 15 de novembro de 1982) foi um dos maiores paleontólogos brasileiros.

## Biografia
Pesquisador do Museu Nacional da Universidade Federal do Rio de Janeiro, especializou-se em paleomastozoologia (paleontologia de mamíferos). Ao longo de 40 anos, publicou dezenas de artigos científicos nas melhores publicações especializadas internacionais.
Foi também responsável por resgatar a obra do paleontólogo dinamarquês Peter Wilhelm Lund (1801-1880), que traduziu sob o título de Memórias sobre a Paleontologia Brasileira (1850).
Entre suas obras destacam-se Paleontologia Brasileira (Mamíferos) (1953) e Tratado de Paleomastozoologia (1979).